# 1894.
◄ | 18. stoljeće | 19. stoljeće | 20. stoljeće | ►
◄ | 1860-ih | 1870-ih | 1880-ih | 1890-ih | 1900-ih | 1910-ih | 1920-ih | ►
◄◄ | ◄ | 1891. | 1892. | 1893. | 1894. | 1895. | 1896. | 1897. | ► | ►►
Arhitektura • Astronomija • Biologija • Film • Fotografija • Glazba • Kazalište • Kemija • Kiparstvo • Knjige • Književnost • Kršćanstvo • Meteorologija • Medicina • Planinarstvo • Politika • Pravo • Promet • Slikarstvo • Strip • Šport • Znanost • Zrakoplovstvo • Željeznički promet

## Događaji
- Održana prvi put u povijesti međunarodna automobilistička utrka. Održana je na relaciji Pariz – Rouen.[1]

## Rođenja

### Siječanj – ožujak
- 7. siječnja – Sveti Maksimilijan Kolbe, katolički svetac († 1941.)
- 2. ožujka – Aleksandar Oparin, ruski biokemičar († 1980.)
- 15. ožujka – Vilmos Aba-Novák, mađarski slikar i grafičar. († 1941.)
- 30. ožujka – Ing. Sergej Vladimirovič Iljušin, ruski general i konstruktor aviona († 1977.)

### Travanj – lipanj
- 8. travnja – Ulderiko Donadini, hrvatski književnik († 1923.)
- 15. travnja – Bessie Smith, američka jazz pjevačica († 1937.)
- 16. travnja – Anatolij Rjabov, erzjanski jezikoslovac († 1938.)
- 26. travnja – Rudolf Hess, nacistički dužnosnik († 1987.)
- 23. travnja – Frank Borzage, američki glumac († 1962.)
- 16. lipnja – Vilko Gecan, hrvatski slikar  († 1973.)
- 23. lipnja – Eduard VIII., engleski kralj, vojvoda od Windsora

### Srpanj – rujan
- 1. srpnja – Isak Babel, ruski književnik († 1940.)
- 2. srpnja – André Kertész, mađarski fotograf († 1985.)
- 17. srpnja – Georges Lemaître, belgijski svećenik i znanstvenik († 1966.)
- 25. srpnja – Gavrilo Princip, srpski atentator († 1918.)
- 25. srpnja – Walter Brennan, američki glumac († 1974.)
- 26. srpnja – Aldous Leonard Huxley, engleski književnik († 1963.)
- 10. kolovoza – Lorenz Karall, hrvatski odvjetnik i političar († 1965.)
- 22. kolovoza – Antun Barac, hrvatski povjesničar († 1955.)
- 2. rujna – Joseph Roth, austrijski književnik († 1939.)
- 12. rujna – Dubravko Dujšin, hrvatski glumac († 1947.)
- 15. rujna – Artur Dubravčić, hrvatski nogometaš († 1969.)

### Listopad – prosinac
- 28. studenoga – Aleksandar Iljin-Ženevski, ruski šahist († 1941.)

## Smrti

### Siječanj – ožujak
- 1. siječnja – Heinrich Rudolf Hertz, njemački fizičar (* 1857.)
- 13. veljače – Franjo Rački, hrvatski povjesničar i političar (* 1828.)

### Travanj – lipanj
- 13. travnja – Nikolaj Ge, ruski slikar (* 1831.)
- 14. travnja – Franziska Lechner, njemačka redovnica (* 1833.)

## Vanjske poveznice
|  | Zajednički poslužitelj ima još gradiva o temi 1894. |